# Pectocera fleutiauxi
Pectocera fleutiauxi là một loài bọ cánh cứng trong họ Elateridae. Loài này được Schimmel miêu tả khoa học năm 1997.